# Programma van eisen
Een programma van eisen of PvE is in Nederland een document in een ontwerp- of aanschafproces.
Een programma van eisen wordt gebruikt in verschillende disciplines zoals:
- productontwerp,
- archeologie,
- architectuur,
- ruimtelijke ordening,
- nieuwe bedrijfsactiviteiten,
- inkoop van diensten,
- selectie van bedrijfssoftware.

Het programma van eisen is een geschreven verzameling van eisen en wensen ten aanzien van een mogelijk te ontwerpen product, constructie, aan te schaffen dienst, of anderszins. De bedoeling van een programma van eisen is van tevoren de randvoorwaarden en limieten te definiëren. De "eisen" zijn de criteria waaraan voldaan moet worden, de "wensen" zijn de criteria waaraan de verwachting is dat er zo veel mogelijk aan voldaan wordt.
Het programma van eisen:
definieert een basis voor evaluatie,
geeft richting aan een oplossing,
bevordert teamwork,
legt het juridische kader vast.
De inhoud komt van verschillende bronnen, bijvoorbeeld: 
betrokkenen: consumenten/gebruikers, afdeling in- en verkoop, producenten, overheden, normeringen;
aspecten: functies, vormgeving, gebruik, kosten, veiligheid, milieu;
processen: ontstaan, verspreiden, gebruiken, verdwijnen.

## Toepassingen

### Voor bouwkundigen
In de bouwkunde is het programma van eisen het document dat door de opdrachtgever wordt gemaakt en dat in het bouwproces wordt gebruikt door de architect om op basis van de kaderstelling in het document het te ontwerpen gebouw maximaal bruikbaar te maken voor de opdrachtgever.
Om ervoor te zorgen dat de in een programma van eisen beschreven eisen, vragen en wensen door de ontvangende partij wordt geïnterpreteerd zoals de opstellende partij voor ogen heeft, worden er soms hulpmiddelen toegepast om de inhoud objectief meetbaar te maken en om jargon en mogelijk onduidelijke begrippen zo helder mogelijk te definiëren, zoals het SMART-principe.
Voor bouwkundige programma's van eisen is de NEN 2658 opgesteld.
Een PvE voor het ontwerpen van een gebouw bevat globaal ten minste de volgende zaken:
- functie van het gebouw
- grootte van de functie (capaciteit van de functie waarvoor het gebouw de juiste grootte moet krijgen)
- ruimtes
- relatie tussen ruimtes
- logistiek die bij de functie en de ruimtes hoort
- wettelijke voorschriften die bij de functie horen en van invloed zijn op het (functioneren van het) gebouw
- faciliteiten
- comfort
- uitstraling
- vormgeving (wensen)

### Voor productontwerpers
Het programma van eisen wordt gebruikt als een communicatiemiddel om een gezamenlijk doel te definiëren. Het is belangrijk om de eisen op zo’n manier te formuleren dat alle creativiteit en kennis van de verschillende disciplines in het project tot uitdrukking komen. Voor functionele projectorganisaties wordt vaak de Quality function deployment (QFD) gebruikt.

### Bij selectie van bedrijfssoftware
In de IT en in mindere mate ook de ICT is een PvE het document dat door de opdrachtgever / gebruikers wordt gemaakt en dat beschrijft hoe een programma (software) (of een apparaat waarin software zit) moet werken.

#### Maken of kopen
Software kan worden ontwikkeld vanaf de tekentafel, of aangeschaft bij een leverancier met eventueel wat aanpassingen.

##### Kopen (en aanpassen)
Er zijn voorschriften voor het programma van eisen voor de selectie van bedrijfssoftware zoals Enterprise resource planning (ERP), Customer relationship management (CRM), Warehouse management system (WMS), enz. Om het selectieproces van bedrijfssoftware te baseren op objectieve criteria kan een programma van eisen opgesteld worden. De eisen en wensen die aan de bedrijfssoftware gesteld worden, worden  beschreven. Dit gebeurt meestal aan de hand van interviews die afgenomen worden van (toekomstige) key-users. Daarmee lijkt het meer op aanschaffen van een (software-) product dan het feitelijke ontwerpen van de software.

##### Maken
Software kan ook vanaf de tekentafel worden ontworpen en gemaakt. Daarbij is een PvE het belangrijkste document dat tussen de aanstaande gebruiker en de ontwikkelaar staat. In het PvE dient alles aan bod te komen, dat de gebruiker ook echt aangaat, wat hij ziet, maar ook wat er geëist wordt ten aanzien van beveiliging, voorkomen van het onbedoeld veroorzaken van fouten, vandalisme en gebrek aan consistentie.
Een PvE voor een IT-project bevat globaal ten minste de volgende zaken:
- databeschikbaarheid
- data-invoer
- verwerking
- dataopslag
- controle op correctheid en consistentie
- beveiliging
- userinterface (hoe gebruikers feitelijk met het programma omgaan, wat ze zien, kunnen doen en hoe ze dat dan doen)